# Solanum davisense
Solanum davisense är en potatisväxtart som beskrevs av Whalen. Solanum davisense ingår i släktet skattor som ingår i familjen potatisväxter. Inga underarter finns listade i Catalogue of Life.